# Kevin Murphy (basket-ball)
Pour les articles homonymes, voir Kevin Murphy.
Kevin Marquis Murphy, né le 6 mars 1990, à Atlanta, en Géorgie, est un joueur américain de basket-ball. Il évolue au poste d'arrière.

## Carrière universitaire
Murphy fait sa carrière universitaire aux Golden Eagles de Tennessee Tech entre 2008 et 2012.

## Carrière professionnelle
Il est sélectionné en 47e position par le Jazz de l'Utah lors de la draft 2012 de la NBA. Lors de la saison NBA 2012-2013, il joue peu avec le Jazz et est prêté aux Bighorns de Reno en NBA D-League. En D-League, il marque en moyenne 13,2 points.
En août 2013, il signe un contrat avec Strasbourg où il arrive à la fin du mois, retardé par un problème personnel. Après l'élimination de la SIG de l'Euroligue fin décembre 2013, son contrat est rompu.
Le 2 janvier 2014, il signe au Stampede de l'Idaho en D-League. Le 1er février 2014, il compile 51 points à 21 sur 33 au tir, 8 rebonds, 3 passes décisives, 3 interceptions, 3 balles perdues et 1 contre pour 49 d’évaluation en 47 minutes lors de la victoire des siens 127 à 123 contre les D-Fenders de Los Angeles,.
En avril 2017, il part jouer en Chine avec Guangxi.